# 船崎良
船崎良（1992年4月7日—），日本男演員，北海道出身，所屬經紀公司為放映新社。2014年，因演出TBS電視台話題電視劇《對不起青春！》中的「成田」一角而受到注目。

## 人物
身高168公分，專長是少林寺初段拳法、後手翻。

## 戲劇演出

### 電視劇
- 夜行觀覽車（2013年1月期，TBS電視台）
- APOYAN（日语：あぽやん〜走る国際空港）（2013年1月期，TBS電視台）
- この世で俺/僕だけ（2013年3月31日，BS JAPAN） - 優男A
- 對不起青春！（2014年10月期，TBS電視台） - 成田淳
- 婚活刑事（日语：婚活刑事） 第4回（2015年7月23日，讀賣電視台・日本電視台）
- 超☆星（日语：ガチ★星）（2016年4月期，西日本電視台） - 上杉明
- 重版出来！ 最終回（2016年6月14日，TBS電視台） - 助手
- 夏洛克的孩子們（日语：シャイロックの子供たち）（2022年10月期，WOWOW） - 銀行員
- DOPE 麻藥取締部特搜課 第1話（2025年7月期，TBS電視台） - 西田雅志

### 電影
- ギャングエイジ（2013年，東京藝術大學映像研究科電影専攻） - 佐佐岡真司[4]

### 舞臺劇
- 4人の被疑者（2013年，劇団ヨロタミ） - 西田
- vol.3 ティラノ（2013年，GEI-EI製作） - 菊池（中學時代）
- 紙の月（2013年，劇団東風）

## 廣告代言
- 積水房屋
- 紳士服のはるやま
- 東京晴空塔「1周年記念」
- スズキ・スペーシア
- スルガ銀行
- 島忠・HOME'S「BBQ」篇（2014年） - アキラ

## 外部連結
- 船崎良官方網站
- 船崎良個人blog （页面存档备份，存于）